# Papi (famiglia)
La famiglia Papi fu una nobile famiglia romana. Nel corso dei secoli XVII e XVIII la famiglia crebbe di rango sociale fino ad arrivare a cariche influenti nella magistratura capitolina.

## Storia
Alcuni membri della famiglia fecero parte del Senato della Roma pontificia. Francesco e Livio Papi rispettivamente nel 1635 e nel 1698 ricoprirono la carica di Caporione per Campo Marzio e Borgo. Giovanni Battista Papi fu Priore dei Caporioni nel 1713, e divenne Conservatore di Roma nel 1717 e 1719, assurgendo così al patriziato romano. La famiglia il 4 gennaio 1746 venne inserita nella bolla pontificia Urbem Romam di papa Benedetto XIV, ricevendo così la conferma ufficiale della propria appartenenza alla nobiltà romana.